# Pato

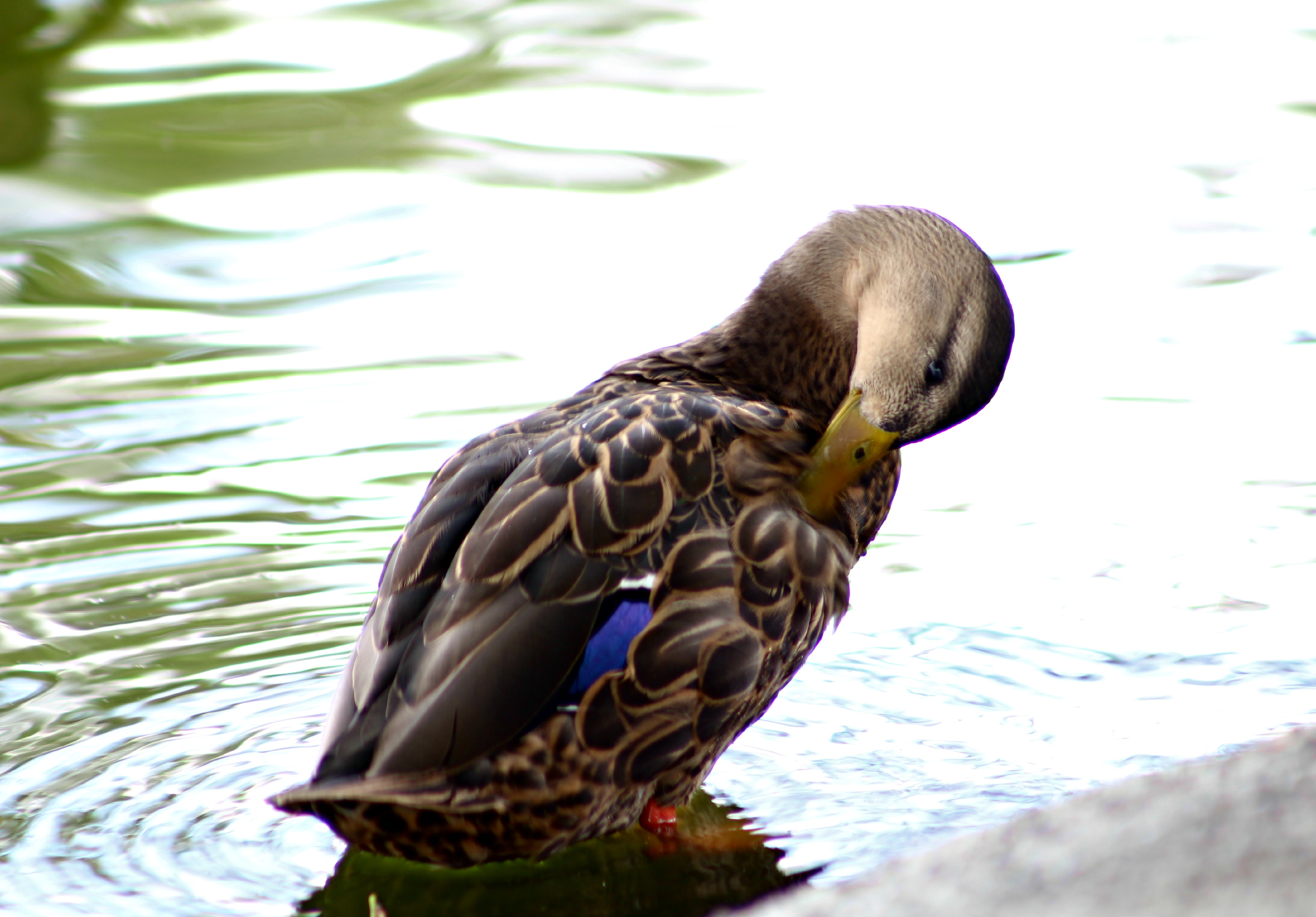
Pato en parque Tezozómoc, México.

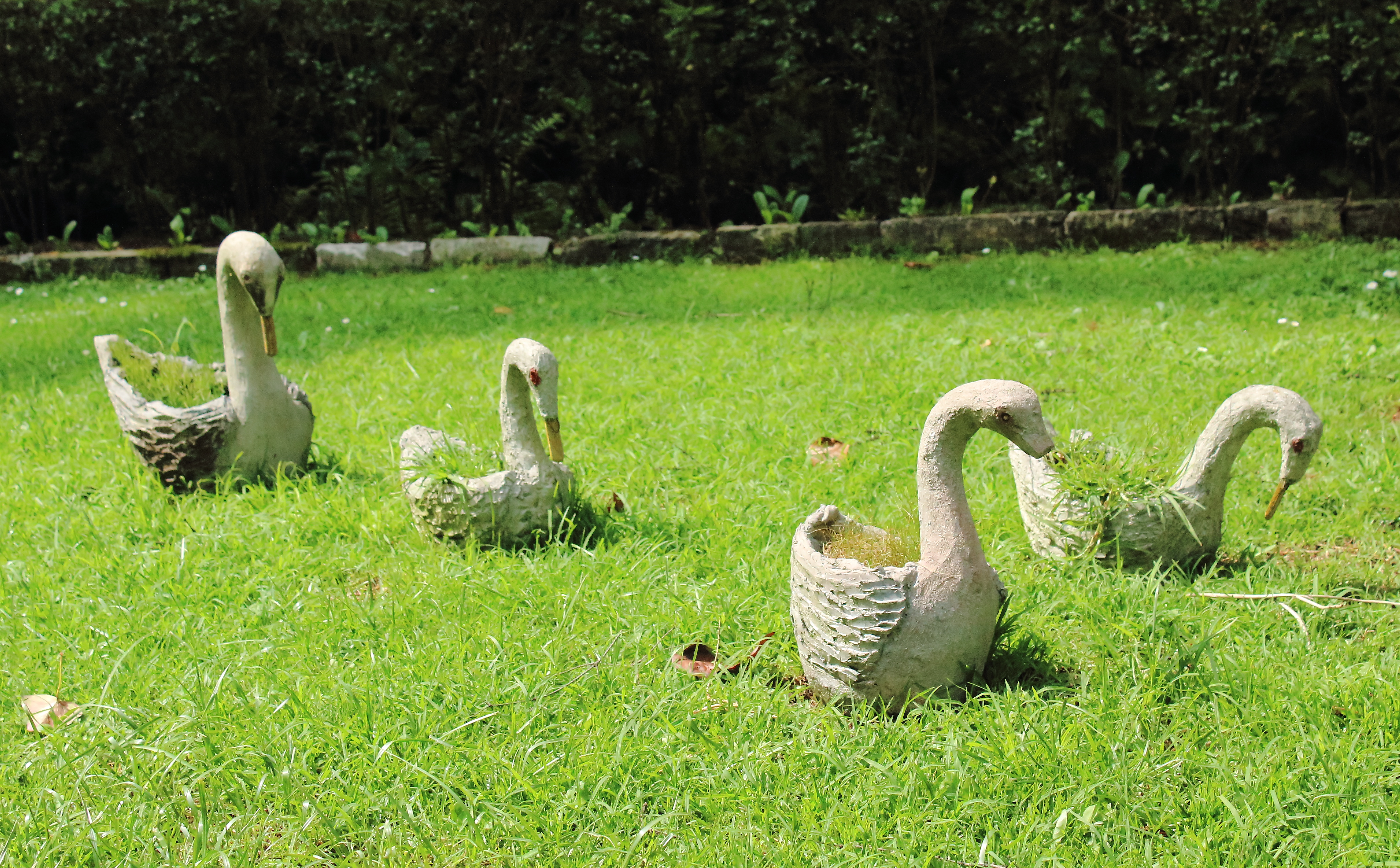
Representación de patos en un jardín de Toluca, Estado de México.

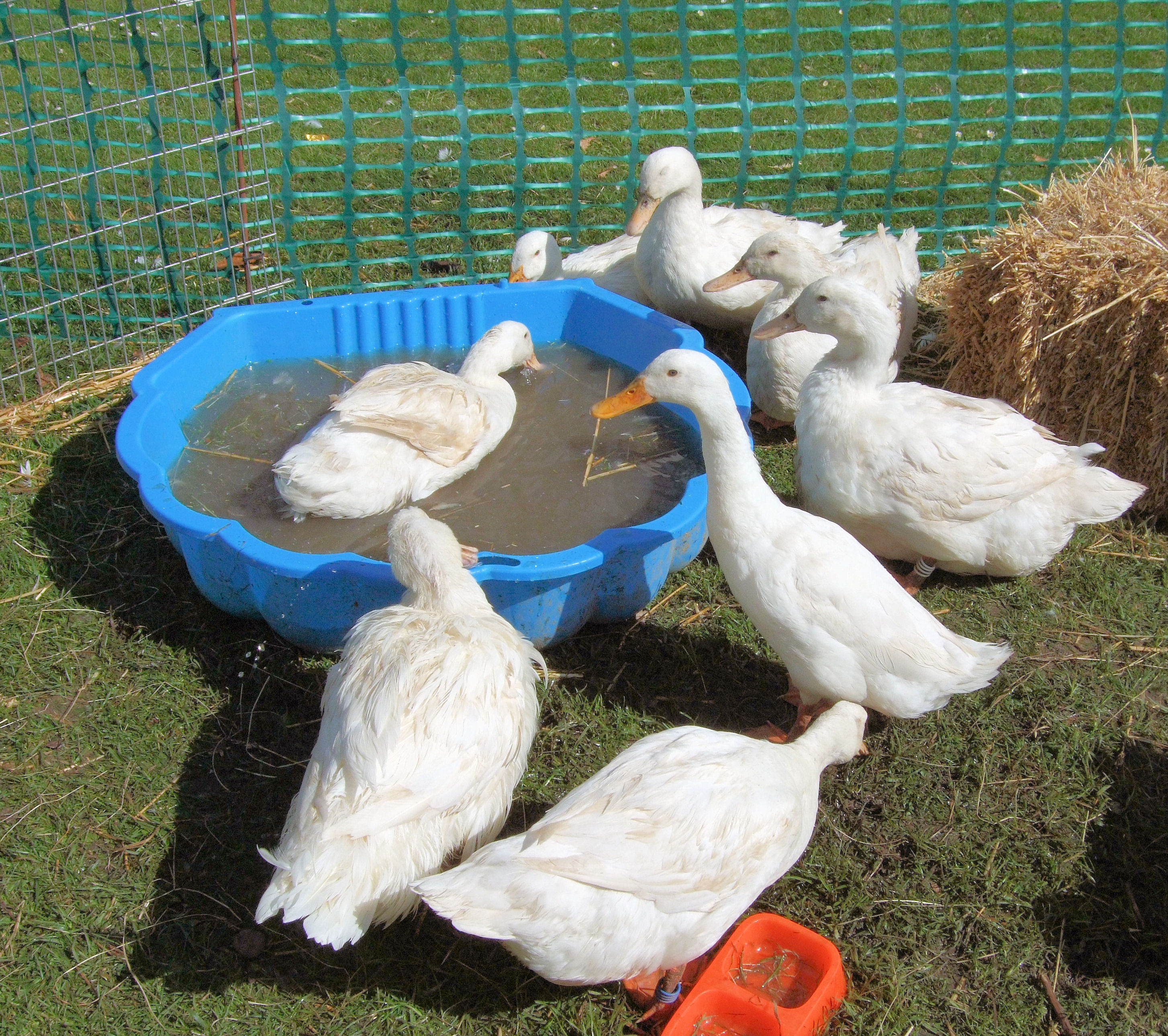
Pato doméstico (Anas platyrhynchos domesticus).

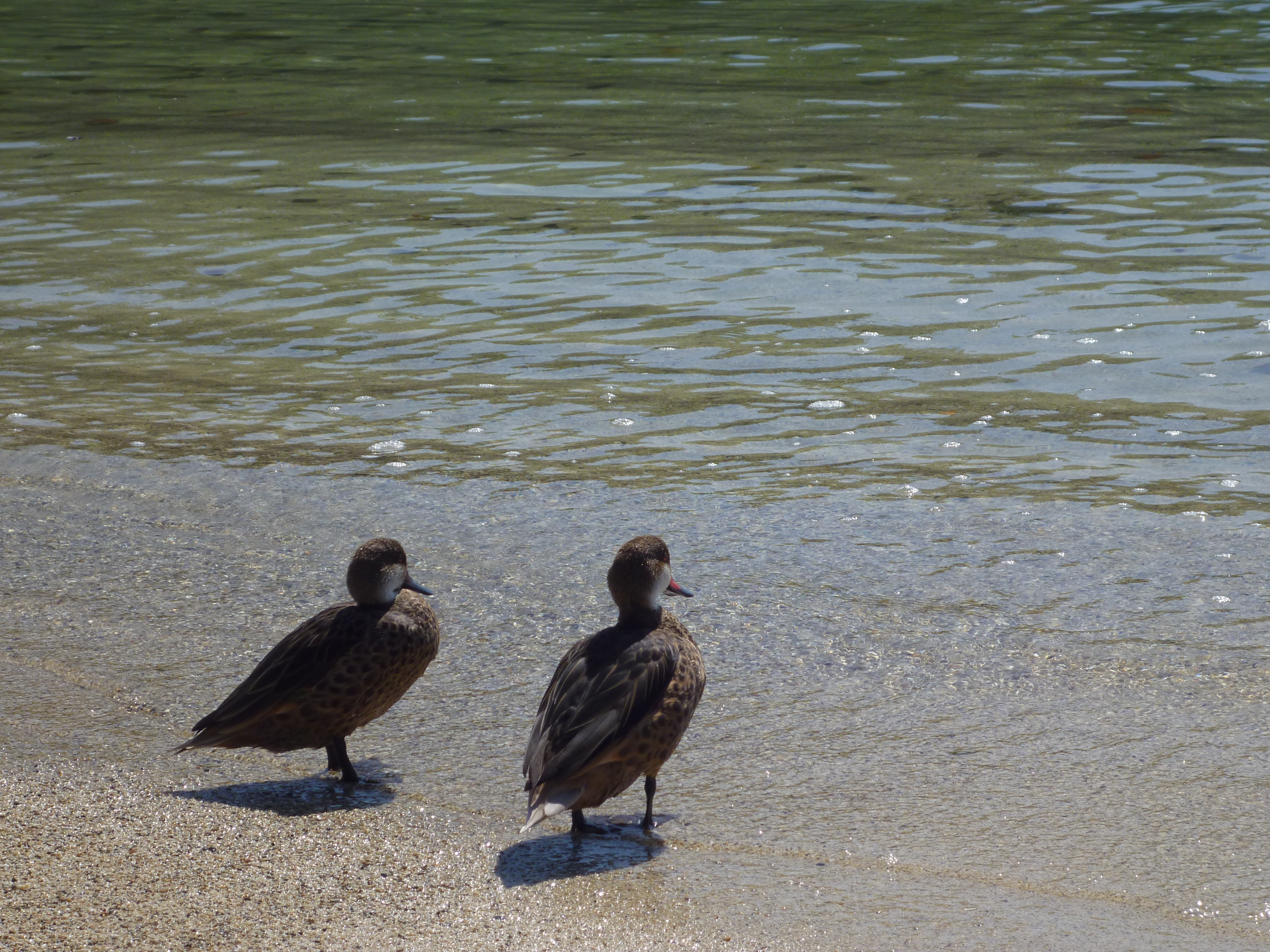
Dos patos en la isla de Santa Cruz, en las Islas Galápagos.

Pato (también ánade,parro,corco,corío,o curro) es el nombre común para ciertas aves de la familia Anatidae, principalmente de la subfamilia Anatinae y dentro de ella del género Anas. No son un grupo monofilético, ya que no se incluyen los cisnes ni los gansos. La mayoría de las razas descienden del ánade real (Anas platyrhynchos), que fue domesticado en el sur de China. Son una fuente de alimentación particularmente importante en las zonas rurales de Asia, en especial en el Asia sudoriental.

## Morfología

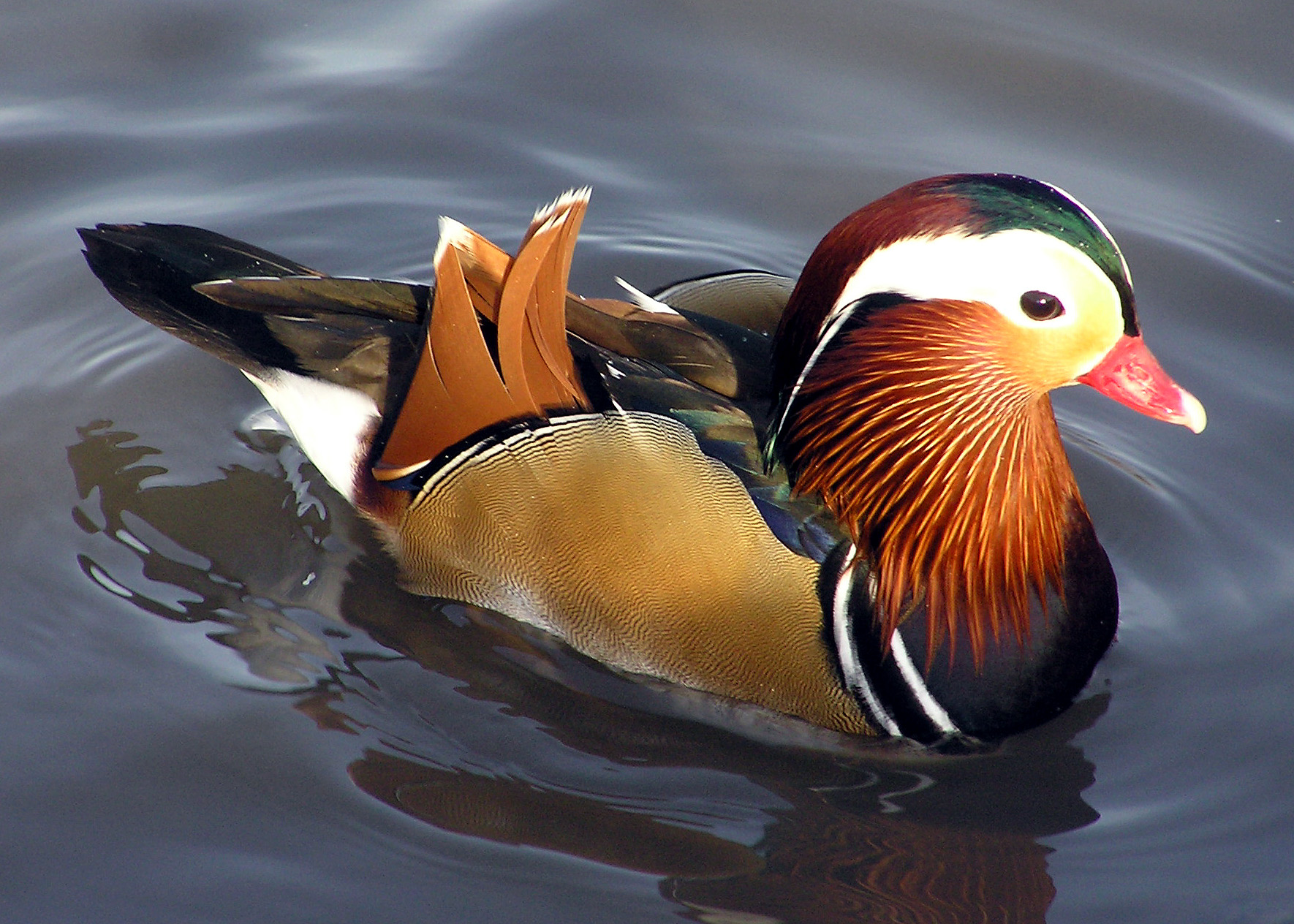
Ejemplar macho de pato mandarín.

La forma general del cuerpo de los patos es alargada y ancha, y también tienen el cuello relativamente largo, aunque no tanto como los gansos y los cisnes. La forma del cuerpo de los patos buceadores varía un poco, ya que es más redondeada. El pico suele ser ancho y contiene pectens dentados, que están particularmente bien definidos en las especies que se alimentan de filtros. En el caso de algunas especies pesqueras el pico es largo y fuertemente aserrado. Las patas escamadas son fuertes y bien desarrolladas, y generalmente están situadas muy atrás en el cuerpo, más aún en las especies muy acuáticas. Las alas son muy fuertes y suelen ser cortas y puntiagudas, y el vuelo de las aves de los patos requiere movimientos rápidos y continuos, lo que exige a su vez una fuerte musculatura alar. Sin embargo, tres especies de pato vapor casi no vuelan. Muchas especies de patos no vuelan temporalmente durante la muda; durante este periodo buscan un hábitat protegido con buenos suministros de alimentos. Esta muda suele preceder a la migración.
Los dragones de las especies septentrionales suelen tener un plumaje extravagante, pero que se muda en verano para dar una apariencia más femenina, el plumaje de "eclipse". Las especies residentes en el sur suelen mostrar menos dimorfismo sexual, aunque hay excepciones como el tarro del paraíso de Nueva Zelanda, que tiene un dimorfismo sexual llamativo y en el que el plumaje de la hembra es más brillante que el del macho. El plumaje de los juveniles suele parecerse al de la hembra. Las hembras de los patos han evolucionado hasta tener una vagina en forma de sacacorchos para evitar las cópulas forzadas.

## Comportamiento

### Alimentación

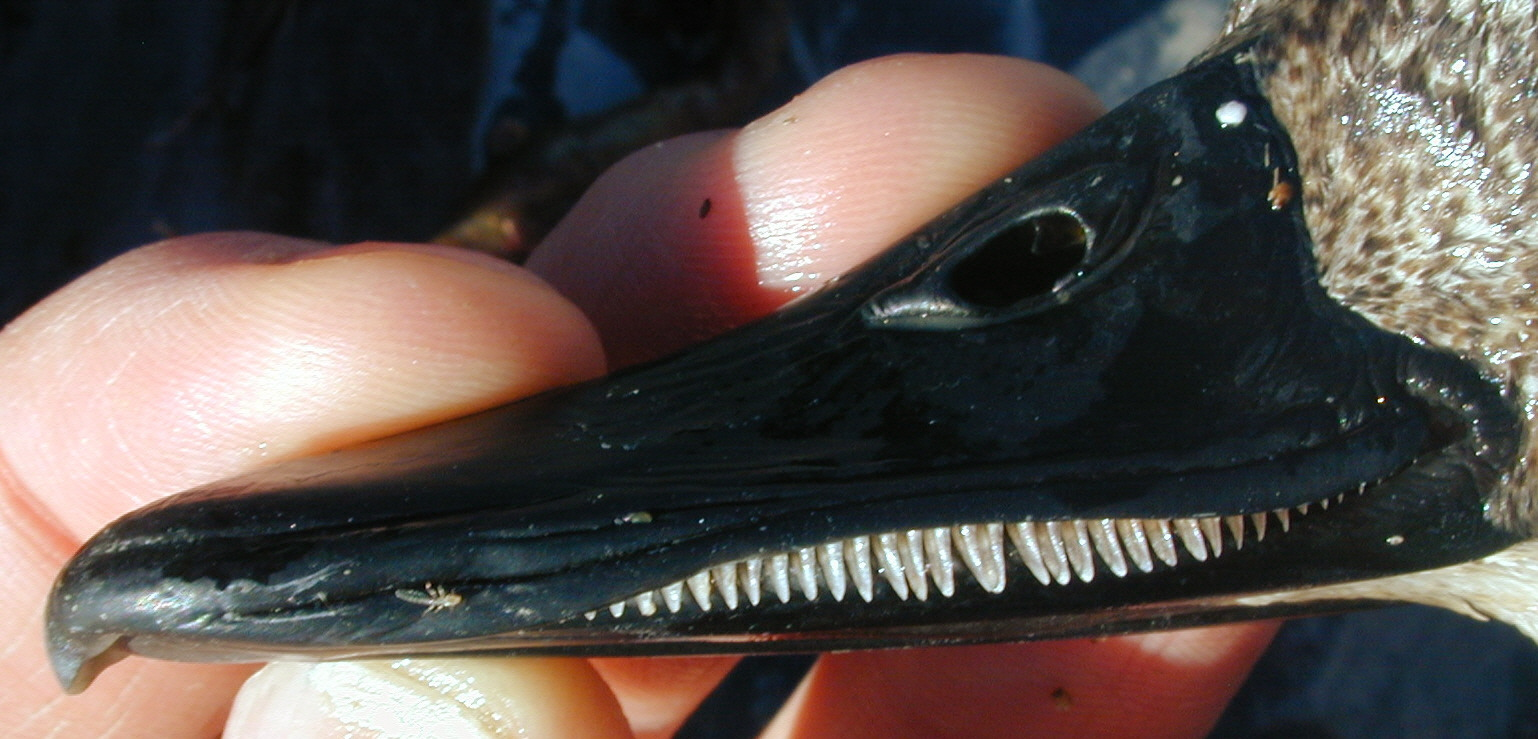
Pecten a lo largo del pico

Los patos se alimentan de fuentes como hierbas, plantas acuáticas, peces, insectos, pequeños anfibios, gusanos y pequeños moluscos.
Los patos zambullidores se alimentan en la superficie del agua o en la tierra, o tan profundo como puedan llegar al levantarse sin sumergirse completamente. A lo largo del borde del pico, hay una estructura en forma de peine llamada pecten. Este peine filtra el agua que sale por el lado del pico y atrapa cualquier alimento. El pecten también se utiliza para acicalar las plumas y para sujetar los alimentos resbaladizos.
Los patos buceadores y los patos marinos se alimentan a gran profundidad. Para poder sumergirse con mayor facilidad, los patos buceadores son más pesados que los patos zambullidores y, por tanto, tienen más dificultades para despegar para volar.
Unas pocas especies especializadas, como los serretas, están adaptadas para capturar y tragar peces grandes.
Las demás tienen el característico pico ancho y plano adaptado a trabajos de tipo dragado como arrancar algas, sacar gusanos y pequeños moluscos del barro, buscar larvas de insectos y trabajos a granel como sacar, sujetar, girar la cabeza y tragar una rana que se retuerce. Para evitar lesiones al excavar en el sedimento no tiene cere, pero las fosas nasales salen a través de un cuerno duro.
The Guardian publicó un artículo en el que aconsejaba no alimentar a los patos con pan porque perjudica la salud de los patos y contamina los cursos de agua.

### Cría

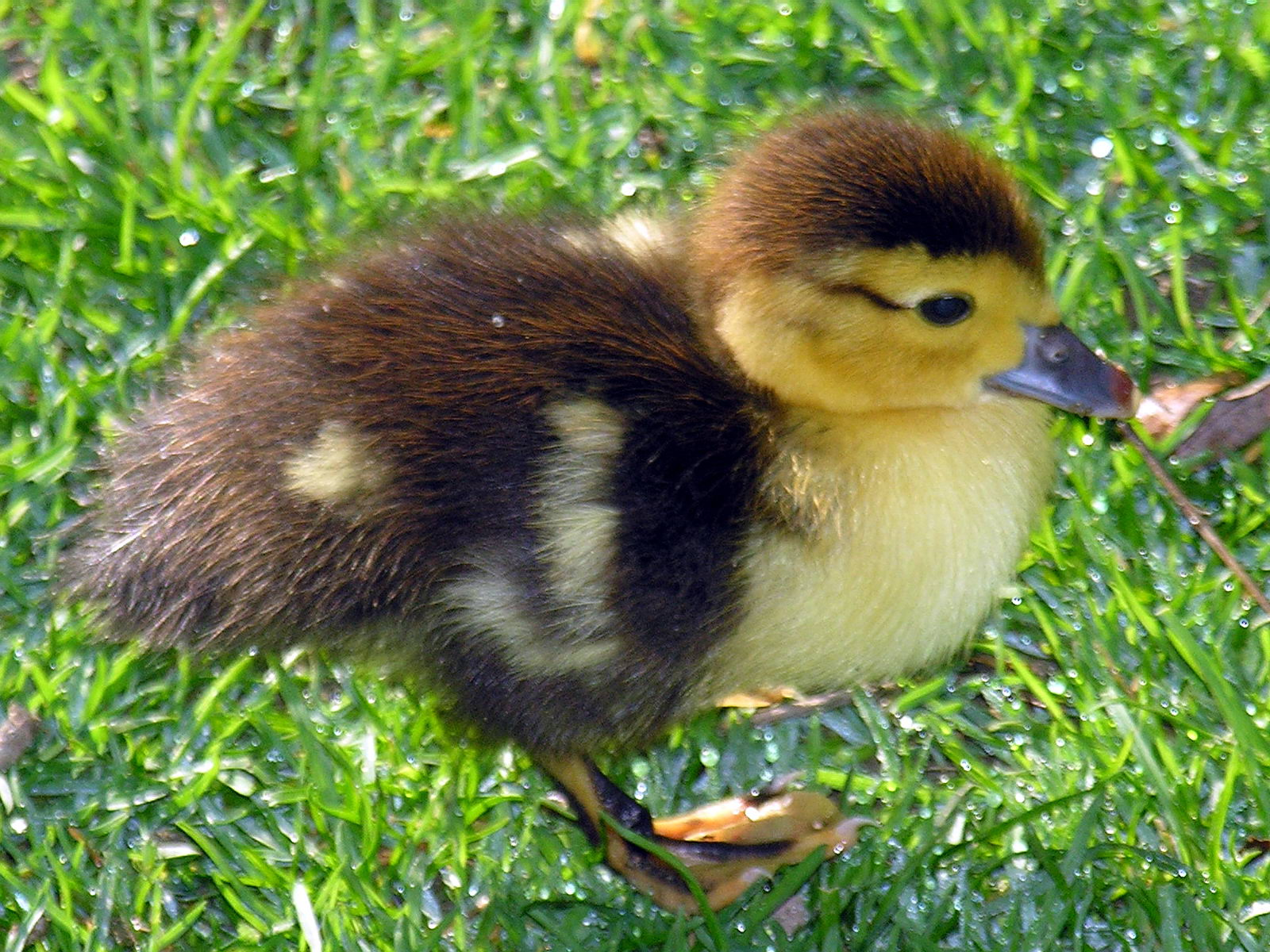
Un pichón de pato muscovy.

Los polluelos de pato (Denominados anadones) se caracterizan por desarrollar rápidamente su plumaje poco después de nacer y poder seguir a sus madres y alimentarse por sí mismos.
Como aves acuáticas, los polluelos también pueden nadar para seguir a sus madres ya que desarrollan una fuerte impronta que los hará seguir a su madre, padre y cualquier otra figura en movimiento que hayan visto al nacer. Los anadones, al igual que otros pichones de aves no tienen la capacidad de volar hasta ser adolescentes. Debido a que son pequeños y vulnerables, son presa fáciles para felinos, aves (cómo garzas y patos caníbales), perros, serpientes y tortugas.

## Reproducción
Los patos generalmente sólo tienen una pareja a la vez, aunque la asociación suele durar sólo un año. Las especies más grandes y las más sedentarias (como las especialistas en ríos rápidos) suelen tener uniones de pareja que duran muchos años. La mayoría de las especies de patos se reproducen una vez al año, eligiendo hacerlo en condiciones favorables (primavera/verano o estaciones húmedas). Los patos también tienden a hacer un nido antes de criar y, tras la eclosión, llevan a sus patitos al agua. Las madres pato son muy cariñosas y protectoras con sus crías, pero pueden abandonar a algunos de sus patitos si están físicamente atrapados en una zona de la que no pueden salir (como anidar en un patio cerrado) o no prosperan debido a defectos genéticos o enfermedades provocadas por la hipotermia, el hambre o las enfermedades. Los patitos también pueden quedar huérfanos por una eclosión tardía incoherente en la que unos pocos huevos eclosionan después de que la madre haya abandonado el nido y llevado a sus patitos al agua.

### Comunicación
Las hembras de los patos de collar (así como de otras especies del género Anas, como el pato negro americano y el pato negro del Pacífico, el ánade picopinto, el ánade rabudo y la cerceta común) emiten el clásico sonido "cuac", mientras que los machos emiten un sonido similar pero más áspero que a veces se describe como "briiiiz", pero, a pesar de los conceptos erróneos generalizados, la mayoría de las especies de pato no "graznan". En general, los patos emiten una serie de vocalizaciones, incluyendo silbidos, arrullos, yodels y gruñidos. Por ejemplo, el pato buceador – que son pato buceadors – hacen un ruido como "scaup" (de ahí su nombre). Las llamadas pueden ser fuertes llamadas de exhibición o llamadas de contacto más silenciosas.
Una leyenda urbana común afirma que los graznidos de los patos no tienen eco; sin embargo, se ha demostrado que esto es falso. Este mito fue desmentido por primera vez por el Centro de Investigación de Acústica de la Universidad de Salford en 2003 como parte del Festival de la Ciencia de la Asociación Británica. También se desmintió en uno de los primeros episodios del popular programa de televisión de Discovery Channel MythBusters.

### Depredadores

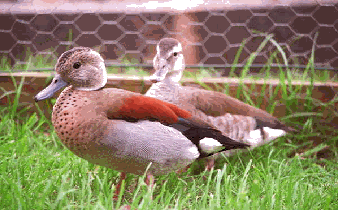
Pato acollarado.

Los patos tienen muchos depredadores. Los patos son especialmente vulnerables, ya que su incapacidad para volar los convierte en presa fácil no sólo de aves depredadoras, sino también de grandes peces como pike, crocodilia, testudines depredadores como la tortuga caimán, y otros cazadores acuáticos, incluyendo aves que se alimentan de peces como las garzas. Los nidos de los patos son asaltados por depredadores terrestres, y las hembras que empollan pueden ser sorprendidas en el nido por mamíferos, como los zorros, o por grandes aves, como los halcones o los búhos.
Los patos adultos son rápidos voladores, pero pueden ser atrapados en el agua por grandes depredadores acuáticos, incluidos grandes peces como el muskie norteamericano y el pike europeo. En vuelo, los patos están a salvo de todos los depredadores, excepto de unos pocos, como los humanos y el halcón peregrino, que utiliza su velocidad y fuerza para capturar patos.

## Especies
Se incluyen bajo esta definición las siguientes especies:
- Subfamilia Anatinae:
  - Anas bahamensis, de nombre común pato gargantillo o pato cariblanco.
  - Anas cyanoptera, de nombre común pato colorado o cerceta colorada.
  - Anas discors, de nombre común pato media luna, cerceta aliazul o barraquete aliazul.
  - Anas georgica, de nombre común pato maicero, pato piquidorado o pato jergón.
  - Anas platyrhynchos, de nombre común pato azulón o ánade real, de la cual se derivó la subespecie doméstica:
    - Anas platyrhynchos domesticus, de nombre común pato doméstico, con una amplia variedad de razas, entre las cuales la más popular es el pato Pekín blanco.[15]

  - Anas sibilatrix, de nombre común pato real, pato overo o silbón overo.
  - Anas specularis, de nombre común pato de anteojos o pato alas bronceadas.
  - Anas specularoides, de nombre común pato crestón o ánade juarjal.
  - Aix galericulata, de nombre común pato mandarín.
  - Aix sponsa, de nombre común pato joyuyo, pato de la Florida, pato huyuyo o pato de Carolina.
  - Amazonetta brasiliensis, de nombre común pato brasileño, pato cutirí o pato aliverde.
  - Cairina moschata, con dos subespecies:
    - Cairina moschata sylvestris, de nombre común pato real; es la subespecie silvestre.
    - Cairina moschata domestica, de nombre común pato criollo, pato mudo o pato almizclado; es la subespecie doméstica.[16]

  - Callonetta leucophrys, de nombre común pato acollarado, pato de collar o cerceta de collar.
  - Netta rufina, de nombre común pato colorado o branta roja.
  - Rhodonessa caryophyllacea, de nombre común pato cabecirrosa; especie extinta.
- Subfamilia Merginae:
  - Histrionicus histrionicus, de nombre común pato arlequín.
  - Mergus octosetaceus, de nombre común pato serrucho brasileño.
- Subfamilia Oxyurinae:
  - Nomonyx dominicus, de nombre común pato zambullidor, pato enmascarado, pato encapuchado o pato fierro.
  - Oxyura australis, de nombre común pato malvasía australiano.
  - Oxyura jamaicensis, de nombre común pato zambullidor grande, pato tepalcate, pato rufo o pato malvasía canela.
- Subfamilia Stictonettinae (subfamilia monotípica):
  - Stictonetta naevosa, de nombre común pato pecoso.
- Subfamilia Tadorninae:
  - Merganetta armata, de nombre común pato de torrente o pato torrentero.
  - Sarkidiornis melanotos, de nombre común pato crestudo, pato de moco o pato de monte.
- Subfamilia Dendrocygninae (los denominados patos silbadores):
  - Dendrocygna autumnalis, de nombre común suirirí piquirrojo, sirirí ventrinegro, pisingo o pato güirirí.
  - Dendrocygna bicolor, de nombre común sirirí colorado, suirirí bicolor, iguasa María o pato tejé.
  - Dendrocygna viduata, de nombre común suirirí cariblanco, sirirí de la Pampa, yaguasa careta o pato yaguaso cariblanco.

## Uso económico

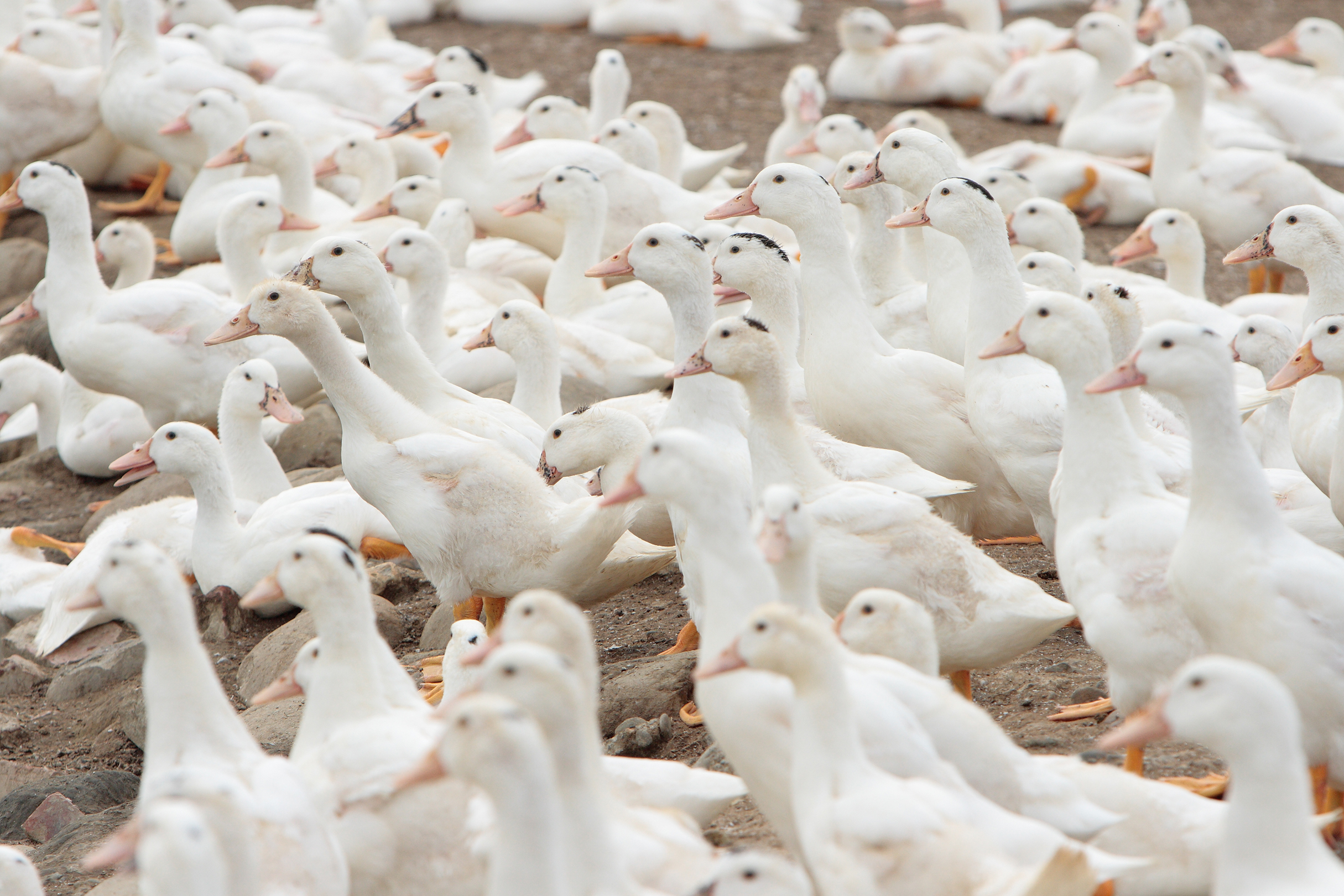
Granja de patos en Taiwán.

Los patos tienen muchos usos domésticos: son criados por la carne, los huevos y el plumaje. Algunos patos fueron domesticados ya en el neolítico, y esto ha dado lugar a la gran cantidad de razas domésticas de la actualidad. Todas estas razas son el resultado de la domesticación de dos especies salvajes: el pato de collar, que dio el pato doméstico, y el pato mudo o criollo. 
Los patos salvajes son objeto, además, de la caza deportiva.
En los países boreales existe una actividad económica basada en el plumón de los éiders, conocida como plumiza de ganso, que es utilizada para rellenar los edredones.Las plumas de los patos son también utilizadas como prenda, se hacen forros polares, etc.
Los patos de razas especiales (pato mandarín, pato joyuyo) son vendidos en mercados negros por valores monetarios muy altos y así importarlos a países diferentes.